# Defilada

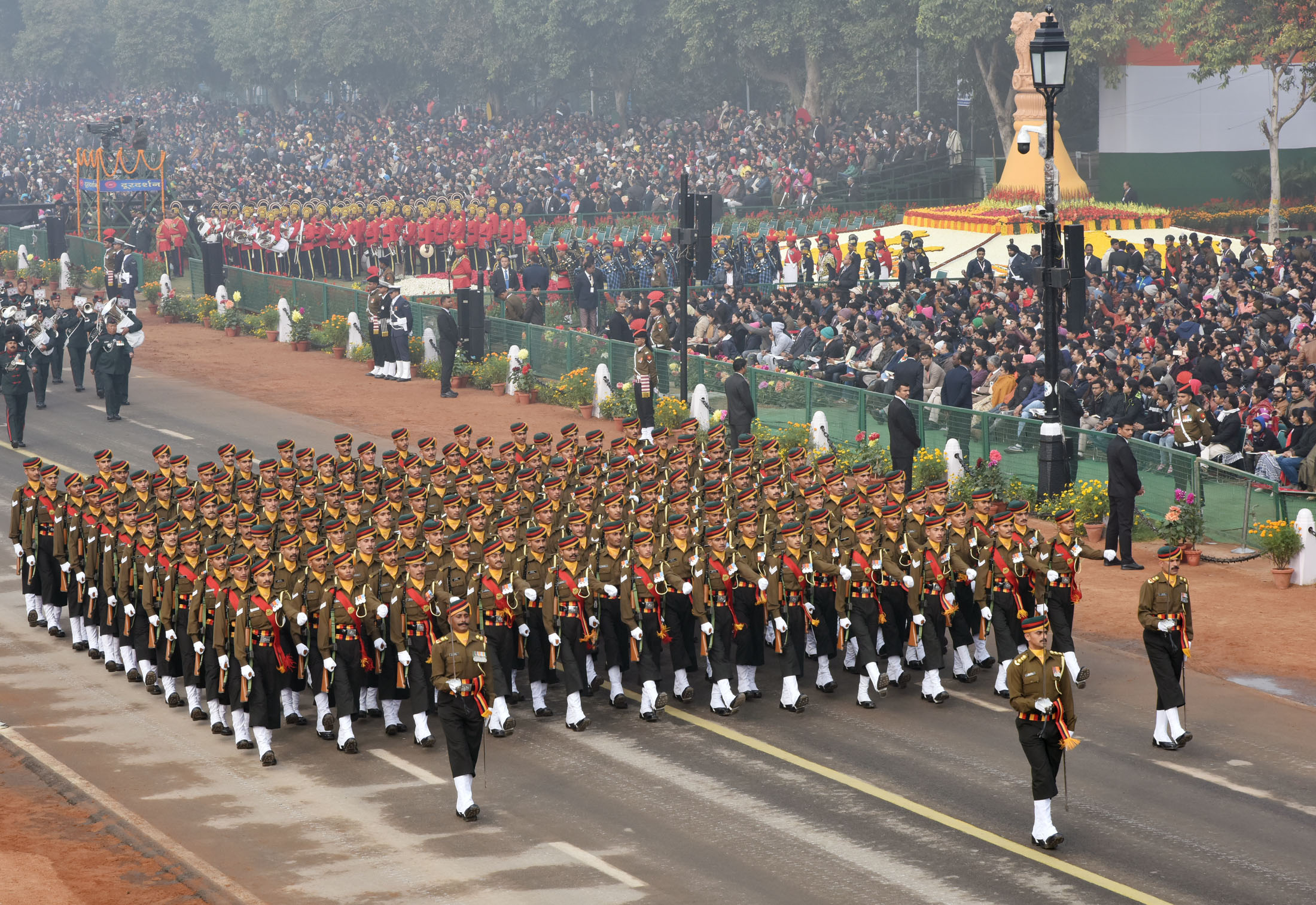
Defilada Indyjskich Sił Zbrojnych – 2018

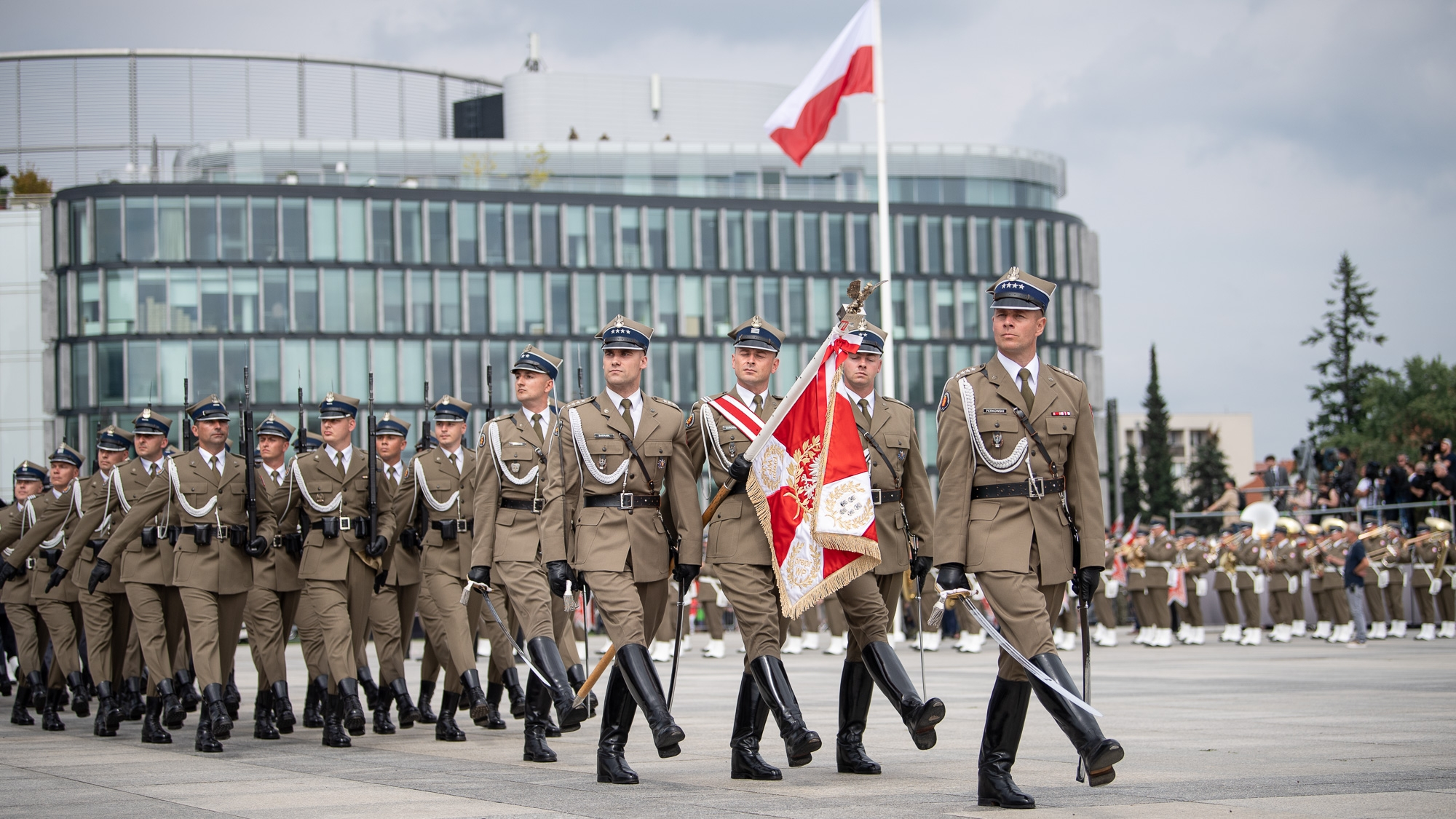
Defilada Sił Zbrojnych RP z okazji dnia Święta Wojska Polskiego – 2022

Defilada (z fr. défilé) – rodzaj parady wojskowej, przemarsz oddziałów wojska, a także przejazd pojazdów i broni zmechanizowanych, w szyku paradnym przed dowódcą lub ważnymi osobistościami. Defiladą nazywany bywa też przemarsz członków organizacji lub grup ludności przed przedstawicielami władz. Zwykle okazją do organizacji defilady jest święto lub uroczystość.
W czasie defilady wojsko idzie tzw. krokiem defiladowym.